# Hugo Erfurth con perro
Hugo Erfurth con perro es una pintura al temple y al óleo sobre tabla realizada por el pintor alemán Otto Dix en 1926. Representa a su amigo personal, el fotógrafo Hugo Erfurth (1874-1948), que también tomó varias fotografías del artista. El retrato forma parte de la colección del Museo Thyssen-Bornemisza, en Madrid (España).

## Descripción y análisis
Esta pintura muestra la influencia de maestros del Renacimiento como Lucas Cranach el Viejo y Hans Baldung, puesto que Dix había adoptado la minuciosa técnica del temple y el óleo sobre tabla en lugar de sobre lienzo. El autor tenía un interés particular por el retrato, de gran tradición en la pintura alemana.
La obra fue realizada tras el regreso de Dix a Dresde desde Berlín, donde fue nombrado profesor en la Staatliche Akademie der Bildenden Künste, en 1926. El año anterior ya había realizado un retrato de Hugo Erfurth. En esta ocasión, Dix optó por presentar a su amigo en una representación fuertemente influenciada por la tradición alemana, pero con un toque muy contemporáneo. Erfurth se presenta de medio cuerpo, sentado visto de perfil mirando a su izquierda, con gafas y ataviado con su ropa de moda preferida, un traje de chaqueta claro y con su gran perro pastor alemán, Ajax, frente a él. El perro aparece también de perfil, mirando al frente, con orejas puntiagudas y la boca abierta con una gran lengua fuera. Detrás de ellos, hay una pesada cortina marrón y un fondo azul intenso a su izquierda.
El retrato posee un estilo más realista que otras representaciones de Dix de personajes de la época de la República de Weimar, como el Retrato de la periodista Sylvia von Harden del mismo año.